# إرفين موسر
إرفين موسر (بالألمانية: Erwin Moser)‏ هو كاتب للأطفال ورسام توضيحي وكاتب نمساوي، ولد في 23 يناير 1954 في فيينا في النمسا، وتوفي في 12 أكتوبر 2017 في Gols (town) ‏ في النمسا.

## وصلات خارجية
- اروين موسر على موقع ميوزك برينز (الإنجليزية)